# سور بني حماد (شناص)
سور بني حّماد منطقة سكنية تقع في ولاية شناص، التابعة لمحافظة شمال الباطنة في سلطنة عمان. يقدر عدد سكانها بـ 834 نسمة حسب إحصاء عام 2010 التابع للمركز الوطني للإحصاء والمعلومات الحكومي. رمز المنطقة هو 60220092.

## الوصلات الخارجية
- المركز الوطني للإحصاء والمعلومات، سلطنة عمان